# Endotoxin

Schéma molekuly endotoxinu: Červeně o-antigen, žlutě jádro LPS, zeleně lipid A

Endotoxin (LPS nebo lipopolysacharid) je toxin spjatý s určitou bakterií. Je součástí vnější membrány gramnegativních bakterií nebo sinic. Chemicky se jedná o lipopolysacharidy (LPS), které se skládají z hydrofilního polysacharidu a lipofilního lipidu. Na rozdíl od bakterií, ze které pocházejí, jsou endotoxiny velmi tepelně stabilní a dokonce přežijí sterilizaci.
Endotoxin je strukturální součástí bakterie a uvolňuje se především v situaci, kdy se bakterie rozpadá. Na rozdíl od exotoxinu není tedy vylučován v rozpustné formě živou bakterií. 

## Struktura endotoxinů
Endotoxin (lipopolysacharid) se skládá ze tří částí (směrem od centra bakterie ven):
1. O-antigen je polymerem sacharidů specifickým pro každou bakterii.
2. Jádro lipopolysacharidu je také polymerem sacharidů (hlavně heptóz) a spojuje O-antigen a Lipid A. U některých bakterií obsahuje také přídavné skupiny jako např. zbytek kyseliny trihydrogenfosforečné nebo zbytky aminokyselin,
3. Lipid A trčí ven z bakterie a je zodpovědný za bouřlivou reakci imunitního systému po lýze bakterie a uvolnění do systémového oběhu.

## Endotoxinová kontaminace
Endotoxiny jsou častými kontaminanty v DNA plazmidů připravovaných z bakterií nebo v bílkovinách získávaných z bakterií. Musí být před použitím in vivo (například při genové terapii) odstraněny, aby nedošlo k nechtěné zánětlivé reakci.
Endotoxiny mohou kontaminovat například ovalbumin. Ovalbumin je jednou z bílkovin rozsáhle studovaných na zvířecích modelech a též tradiční modelový alergen pro hyperreaktivitu dýchacích cest (AHR). Komerčně dostupný ovalbumin, který je kontaminován LPS, může plně aktivovat entotelní buňky při in-vitro zkoušce první fáze zánětu a zkresluje tak výsledky, protože pak přesně neodpovídají fyziologickému účinku samotné antigenní bílkoviny.

## Destrukce endotoxinů
Při farmaceutické výrobě je nezbytné odstranit všechny stopy endotoxinů z léčivého přípravku, protože i velmi malá množství mohou u člověka způsobit onemocnění. K tomuto účelu se používá depyrogenační trouba. K rozkladu těchto látek jsou potřeba teploty přesahující 300 °C. Definovaná míra redukce endotoxinu je korelací mezi časem a teplotou. U obalových materiálů, jako jsou skleněné injekční stříkačky nebo ampule, je při teplotě 250 °C a čase 30 minut dosahuje typicky 3log redukce hladiny endotoxinů.

## Detekce endotoxinů
Velmi citlivým testem pro detekci přítomnosti endotoxinů je test LAL (Limulus Amebocyte Lysate, amébocytový lyzát z ostrorepa), při kterém se využívá krev z ostrorepa amerického. Koagulaci lyzátu mohou způsobit již velmi nízké koncentrace endotoxinů, vzhledem ke značnému zesílení přes enzymatickou kaskádu.

## Endotoxemie
Stav, kdy jsou endotoxiny přítomny v krvi, se nazývá endotoxemie. Při silné imunitní reakci může vést k septickému šoku.